# Antonia Pinelli
Antonia Pinelli, nota anche come Antonia Pinelli Bertusi, Antonia Pinelli Bertusio o Antonia Bertucci Pinelli (Bologna, ... – Bologna, 1644), è stata una pittrice italiana attiva nel primo quarto del XVII secolo.

## Biografia

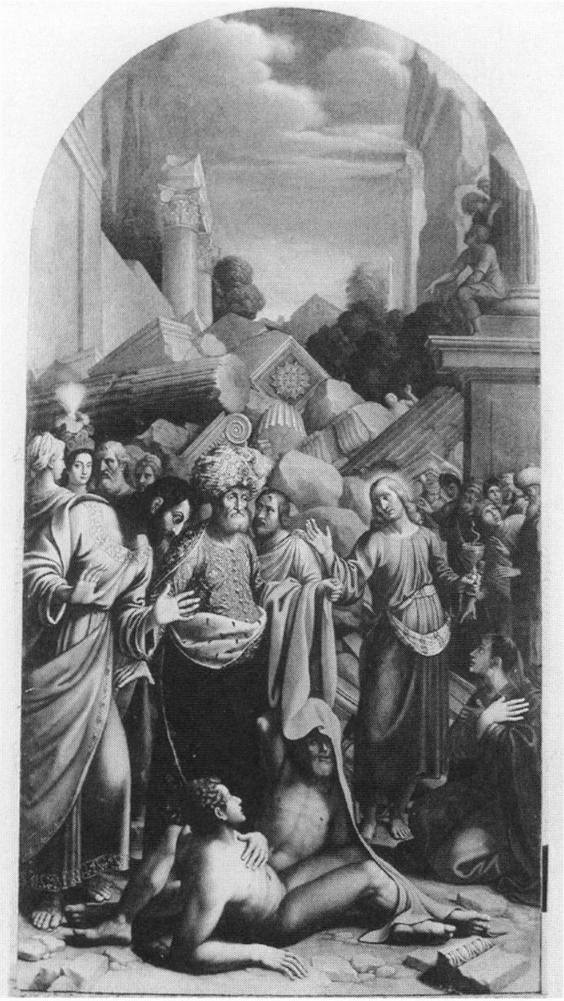
Un miracolo di San Giovanni Evangelista (1614), Pinacoteca Nazionale di Bologna.

Antonia Pinelli nacque a Bologna, a una data tuttora sconosciuta.
È stata tra le prime donne artiste di cui si abbia notizia in ambito bolognese.
Allieva di Lodovico Carracci, «da lui prediletta per la singolare modestia di lei, e per la particolare inclinazione, e disposizione per la pittura», intrattenne sempre un rapporto di collaborazione e stima reciproca con il maestro. Carracci fu anche suo mentore e protettore, mentre Antonia Pinelli lo considerò sempre un punto di riferimento artistico, e non smise mai «di coltivarlo, venerarlo, ed imitarlo».
È descritta da Carlo Cesare Malvasia e Luigi Crespi come una «donna sapiente» e «donna intendente e saputa».
Come pittrice fu attiva soprattutto nel primo quarto del XVII secolo, o negli anni venti per altre fonti, e godette di ottima reputazione.
Dipinse per committenze pubbliche e private, «con molto suo credito e profitto», ma la sua opera è documentata con difficoltà.

Tra i suoi quadri, le fonti storiche ne citano in particolare due. Nel 1613 o 1614 dipinse e firmò una Storia di San Giovanni Evangelista nella Cappella Sampieri della chiesa dell'Annunziata fuori Porta San Mamolo, lavoro giovanile su disegno di Lodovico Carracci. Nella tavola dedicata al San Giovanni inserì un autoritratto e la figura del suo futuro marito Giovanni Battista Bertusio.
Un altro autoritratto del 1614, conservato nel Conservatorio del Baraccano e molto danneggiato, era stato descritto nel 1780 da Jacopo Alessandro Calvi come facente parte della collezione di Filippo Hercolani.
Dipinse inoltre un Angelo custode per la chiesa parrocchiale di San Tommaso in Strada Maggiore, che fu conservato in Pinacoteca secondo l'Almanacco bolognese del 1831.
Forse si tratta dello stesso Angelo custode che mostra ad un putto la strada della virtù, conservato nella chiesa di San Giuseppe sposo e di proprietà statale, parte delle collezioni della Pinacoteca Nazionale di Bologna, un tempo Pinacoteca della Pontificia Accademia di Belle Arti.
Suoi anche i Santi Filippo e Giacomo dipinti per la chiesa omonima. Una sua tavola d'altare si trovava nella chiesa di San Francesco della Riccardina.
Un altro dipinto raffigurante la nascita di Maria Vergine, proprietà di un ente religioso, è conservato a Imola. Attribuito da Marcello Oretti al Bertusio, fu poi attribuito dal Villa ad Antonia Pinelli su disegno di Lodovico Carracci, che avrebbe dipinto anche i due angeli; l'attribuzione finale alla Pinelli si deve a Buscaroli, che individuò la firma dell'artista e la data (1626) su una mattonella: ANTON. PINELLIS VIRGO BONONIENSIS PINGEBAT MDCXXVI. È probabilmente il dipinto firmato a cui si riferiva l'Almanacco bolognese, presente nella Chiesa di Santa Maria in Regola nel 1831.
Antonia Pinelli collaborò non solo con il Carracci, ma anche con il Bertusio. Una loro opera è stata riscoperta nella Pieve dei Santi Gervasio e Protasio, probabilmente databile al 1619.
Antonia Pinelli Bertusio si spense a Bologna nello stesso anno del marito, il 10 maggio 1644, il 24 luglio oppure il 29 luglio a seconda delle fonti.
Fu sepolta nella chiesa di San Domenico a Bologna.

### Vita privata
Sposò Giovanni Battista Bertusio, da cui non ebbe figli.